# Космичка медицина
Космичка медицина је грана превентивне медицине и медицине рада и значајна компонента ваздухопловно-космичке безбедности и космичких истраживања. Потекла из ваздухопловне медицине, 1940-их она се убрзано развија као самостална грана медицине, али и даље тесно и нераскидиво сарађује са њом, како би испунила захтеве у заштити здравља, не само космонаута, већ и обичних грађана, и омогућила им будући боравак на новим, негостољубивим просторима космоса.
Космичка медицина проучава утицај летења космичким летелицама и средине у којој се оне крећу на организам космонаута и у пракси примењује одређене методе превентивне медицинске заштите у спречавању негативног утицаја лансирања и боравка у космосу на живот и здравље човека, као и настанак ванредних догађаја и катастрофа, које карактерише велики губитак људских живота, материјалних добара и поремећај еколошких система.
У садашњем тренутку развоја науке, неке горуће проблеме космичког путовања и дужег боравка у космосу је тешко решити, или су они нерешиви и једино је могуће ублажити њихове последице. Један од таквих проблема је микрогравитација или нулта гравитација. Зато су лекари ваздухопловно-космичке медицине само део многих високо обучених појединаца који и поред постојања многих проблема и високо-ризичних ситуација, са којима се свакодневно сусрећу космонаути за време боравка у земљиној атмосфери и космосу, раде на минимизирању многих нуспојава у космичким истраживањима, како би човеку омогућили да у тим условима преживи.
Космонаути нису једини који имају или су имали користи од истраживања космичке медицине. Већи број медицинских открића произашао из космичког програма и примењен у конструкцији медицинских апарата за потребе космичке медицине нашао је практичну примену у области многих грана медицине (види ниже).

## Историја
Скоро пола века човек је летео само у земљиној атмосфери, да би педесетих година 20. века развој ракетне технике прокрчио пролаз летовима изван атмосфере у косомосу све до суседних небеских тела. Тиме је аеро-наутика проширена у астронаутику или космонаутику. Зато су вођене бројне полемике дуг низ година средином 20. века, међу научницима и ентузијастима, око дефинисања граница космоса и како тај простор од једног летача чини космонаута.
Стриктно говорећи, Земљина атмосфера се не завршава на одређеној висини, али са порастом надморске висине она постаје прогресивно разређенија. У поређењу са атмосфером земље који је првенствено медијум густе гасовите материје, космос је у суштини медијум енергије и сила. Али космос није празан - без материје. Он садржи сићушну распршену материју као што су; субатомске честице (електрони, протони, неутрони), атоми и молекули (неутрални и наелектрисани), прашина и метеорска материјуа. Космос није једнобразан у сваком погледу. У њему постоје огромне разлике у сваком погледу. Постоје огромне топографске варијације и полазне - привремене флуктуације већине срединских услова, који сугеришу неку врсту „географије“ космоса, која може да се назове космичка географија. Овај топографски прилаз космосу обухвата питања где он почиње?
У жељи да дефинише ову границу, Теодор фон Карман је израчунао да је она на висини око 100 km и да је потребно да летелица на тој висини лети брже од орбиталне брзине како би се својим аеродинамичким особинама могла „извући“ из атмосфере и остала у космосу, што су врло брзо прихватиле међународно признате институције у овој области.
Потреба за даљим разграничењем настала су и у науци око 1950, када и потреба за одвајањем космонаутике од аеронаутике (које су до тада сматране јединственом дисциплином), у две засебне научне дисциплине које се баве изучавањем Земљине атмосфере, космоса и летења у тим просторима. Космонаутика је у то време постојала само у „сновима“ неколицине научника и инжењера, док је аеронаутика углавном била повезана са бројним војним подухватима у војним ваздухопловним установама тога времена.
- Астронаутици је потребан „недостатак“ атмосфере да би летење у њој било одрживо. Наиме, у космонаутици је немогуће одржати велике брзине у густој атмосфери, јер се ове летелице крећу веома дуго и без икаквог отпора струјања која делује на њих (или са минималним отпором).[4]
- Аеронаутици је потребно присуство атмосфере, у којој је летење летелица (тежих од ваздуха) незамисливо без струјања ваздуха око њих.

Дакле, према размишљању фон Кармана и многих других научника, ове дисциплине би требало да буду одвојене у неким важним аспектима, који се пре свега заснивају на њиховој зависности од састава атмосфере.
Савремене летелице — авиони, сателити и космичке летелице — прошириле су до крајњих граница област аеронаутике и космонаутике. Специфичности, у оквиру тих грана, биле су основа и потреба за поделу и одвајање космичке медицине од ваздухопловне медицине у посебну медицинску дисциплину која би се бавила изучавањем летења космосом и његовог утицаја на здравља космонаута.
Указом министра одбране у Совјетском Савезу 1949. покренута је иницијатива да се у Институту за експерименталну ваздухопловну медицину СССР отпочне са научним биолошко-медицинским истраживањима у области космичке медицине. Са првим истраживачким пројектом током 1951. под називом „физиолошки и хигијенски показатељи могућности летења у посебним околностима“, формулисани су и први и основни задаци истраживања, неопходни услови које треба да имају кабине под притиском, системи за одржавање живота, спасавање и контролу и лична заштитна опрема, и опрема за снимање и телемедицину итд.
У конструктивним центрима Совјетског Савеза почетком 1950-тих дизајнаиране су прве ракете, и до 1952. изведено је шест експерименталних летова са псима, у којима су животиње лансиране на висине 200-250 км и 500-600 км. До 1956. обављено је још девет сличних летова, до максималне висине од 115 наутичких миља.
Институт за експерименталну ваздухопловну медицину Совјетског Савеза током 1954. све више је афирмисао потребу за стварањем посебног одељења од 20 људи који би се бавили истраживањем и развојем медицинске подршке операцијама у горњим слојевима атмосфере. Коначно 1956. формирано је такво одељења, на челу са В. И. Јаздовским и у Совјетском Савезу космичка медицина је постала стварност.
У наредне три године, Совјети су спровели обимна систематска и прогресивна истраживања и развили програм који је на крају довео до првог орбиталног лета са људском посадом у историји.

### Почетак космичке ере
Историјски догађај за развој космонаутике и космичке медицине био је 4. октобар 1957, када је Совјетски Савез лансирао Спутњик, први вештачки сателит у облику лопте (пречника 58 см и тежине 83,6 кг), који је у орбити око Земље, летео око 98 минута по својој елиптичној путањи. Лансирање Спутњика изазвало је нове политичке тензије ., али је и било од изузетног значаја за даљи војни, технолошки и научни развој човечанства. Зато се може рећи да лансирање Спутњика није био само историјски догађај, од изузетног значаја за цео свет, већ и догађај који је означио почетак; космичке ере, америчко-руске трке у космосу и развоја многих научних дисциплина у којима свакако значајно место има космичка медицина
Након стратешког изненађење које су доживеле полетањем Спутњика, САД су 1958. донеле одлуку да се по хитном поступку покрене космички програм летења са људском посадом који је био заснован на претпоставци да се сигурним технологијама може обезбедити одржавање живота и система неопходних за људски опстанак у непријатељском окружењу космоса. Примарну улогу за развој ових респектабилних система требало је да одиграју биолози, лекари, физичари и инжењери.
У пројекат су одмах укључени ваздухопловни лекари, који су већ дуго радили као тим са ваздухопловним инжењерима, и за које се сматрало да поседују искуства из летења класичним авионима, која би могла да помогну човеку да савлада бројне стресогене утицаје у току летења космосом. Веровало се да наставак примене принципа традиционалне ваздухопловне медицине може обезбеди човеку све потребна знања за опстанак у релативно кратком периоду у космичким летовим какве је предвиђао један од првих америчких пројеката - Меркур. Дакле, космичка медицина, тих година у САД, је у суштини, представљала наставак примене принципа ваздухопловне медицине у области космонаутике.
| Пионири у истраживању космоса |                           |                                 |                              |
| Спутњик-1                     | Спутник 2 (са псом Лајка) | Восток-1 (са Јуријем Гагарином) | Аполо 11(са Нил Армстронгом) |

Први човек који је нашу планету видео из космоса и први космонаут у свету који је космички ЕКГ срца, звучни сигнал учесталости дисања и пулса ваздушним путем послао на Земљу и био актер првог медицинског истраживања у свемиру био је Јуриј Гагарин, космонаут Восток-1, лансиран 4. децембра 1961. у орбиту око Земље.
Крајем 1963, основан је у СССР Институт за биологију и космичку медицину (касније преименована у Институт за биомедицинска истраживања), у коме се од 1963. до 1964. истраживањима у области космичке медицине бавило више од 100 запослених. Међу запосленима био је и први лекар-космонаут Борис Јегоров. Он је био не само члан прве људске посаде у космосу већ и први лекар који је 12. октобра 1964. боравећи у космосу (један дан), обавио прва медицинска истраживања.
Човек је први пут ступио на друго небеско тело (Месец) 21. децембра 1969. Нил Армстронг и Едвин Олдрин су се спустили на Месец, док их је у Аполу 11 на путањи око Месеца чекао Мајкл Колинс.
До данас су космичке летелице прошле близу свих познатих планета Сунчевог система осим Плутона. Нарочито је успешна била мисија космичких бродова Војаџер 1 и Војаџер 2, започета 1997. Том приликом су сонде прошле поред Јупитера, Сатурна, Урана и Нептуна, па су сакупљени драгоцени подаци о овим планетама и условима који владају у космосу на тим растојањима од Земље. Сва ова путовања у космос, поготово она са људском посадом, била су од изузетног занчаја за даљи развој космичке медицине, која их је својим активостима свестрано подржавала.

## Захтеви и задаци
Космос је можда највеће „непријатељско“ окружење за живот људи које се карактерише; екстремним осцилацијама температуре, одсуством атмосферског притиска и кисеоника, соларним и галактичким космичким зрачењем, и нултом гравитацијом. Све ове промене за космонауте су изазови са којим се у космосу они морају суочити, а за њихова тела физиолошки проблеми, од којих многи захтевају делимична или потпуноа решења како би се омогућила одрживост људских живота и истраживања изван заштитног окружења Земље.
У раним фазама људског истраживања, у непријатељским условима, који су владали између појединих земаља света, генерално је доминирала забринутост искључиво за технолошка решења, док је брига за здравље или добробит истраживача често ограничавана на основне облике сопственог преживљавања. У другој половини 20. века није се значајно одступало од овог тренда и у области ваздухопловно космичких истраживања. Фокус у космичким летовима са људском посадом је стављан искључиво на развој погонских система, који је требало да подигну летелицу и људе у њој изван „канџи“ гравитације Земље, а космичка медицина углавном се бавила физиолошким проблемима а врло мало ваздухопловнокосмичком превентивом.
Разлике између космичке и традиционалне медицине
| Медицинска дисциплина  | Физиологија         | Околина/амбијент |
| ---------------------- | ------------------- | ---------------- |
| Традиционална медицина | Ненормално          | Нормално         |
| Космичка медицина      | Нормално/Ненормално | Ненормално       |

Истраживања у космичкој физиологији знатно су више ограничена, него у већини других области медицине: високим трошковима, малим бројем „пацијената-космонаута“ (који се више плаше ризика припрема), мањом толеранцијом за врсту ризика и грешака које су, историјски гледано, биле неопходне за развој медицинског знања, уопште. Ова јединствена „комбинација ограничења“, диктирана потребом за високо робусним биомедицинским истраживачким пројектима и истовремени захтеви за све бржи развој космичких летова - нарочито у данашњим космичким програмима, почиње да разматра и реализацију дугорочније људске експедиције изван простора Земље, до дестинације као што је Марс. То је космичкој медицини створило и створиће нове „проблеме“, јер и поред преко пет деценија космичких летова са посадом, наше разумевање физиолошких промена током дуготрајних мисија је и даље ограничено, као и сазнање о последицама дуготрајних летова космосом.
Из ових и многих других захтева и задатака космонаутике, настала је космичка медицина као потреба њеног савременог развоја са тежишним задацима:
Најважнији задаци и активности космичке медицине
| Задаци                                         | Активности |
| ---------------------------------------------- | --- |
| Да одговори                                    | - На бројне биолошке, психолошке и физичке стресове којима су у својој радној средини (унутар и изнад атмосфере земље) изложени космонаути и друго особље професионално пвезано са космичким истраживањима и опслуживањем летења у космос. - Јасно је, да на сва ова питања космичка медицина може да одговори само применом методологије научног рада, који мора да има своје место у свеукупним фундаменталним и апликативним истраживањима у космонаутике. |
| Да спречи                                      | - Појаву неповољних физиолошких и психолошких промена, у организму особа, професионално укључених у процес летења космосом, али и бројних путника у комерцијалним летовима космичким летелицама. - Космичка медицина то може постићи само правилним прикупљањем информација, преко којих се остварује њена кључна улога у благовременом откривању полиморфних симптома који се одражавају на физичко, интелектуално и психичко стање космонаута. |
| Да помогне                                     | - Конструкторима свемирских „бродова„ и друге ваздухопловнокосмичке опреме, у изради, ових скупоцених машина, заштитних средстава и других елемената заштите у астронаутици. - На прекомерна физиолошка оптерећења, која се могу јавити у организму космонаута, увођењем у свакодневну употребу савремених техничких решења бројних конструктора ваздухопловнокосмичке опреме, правовремено треба да укаже космичка медицина и на тај начин заштити здравље и животе астронаута. |
| Да реши проблеме                               | - Као што су одржавање живота астронаута у свемиру, штетне утицаје летења на здравље космонаута и проблеме пружања медицинске подршке по повратку из космоса. - Обавеза космичке медицине заједно са ергономијом, је да у кабини свемирске летелице створи што повољније услове за живот и рад космонаута, имајући у виду да космонаут „заробљен“ у сопственој опреми и притешњен у ограниченом простору летелице, помало подсећа на фетус смештен у љусци јајета. Зато су добри услови у кабини космичког брода предуслов за ефикасност космонаута у извршењу задатака. |
| Да нормативно (медицинским прописима) регулише | - Ваздухопловнокосмичку превентивно медицинску заштиту у космонаутици и нормативно регулише, рад медицинског особља у космонаутици, како у области селекције људства (израда критеријума), тако и у области медицинског обезбеђења летења космососом и свемирских истраживања. |
| Да врши селекцију (избор) људства              | - Непосредно ангажованог (космонаута) или посредно укљученог (кабинског особље ваздухоплова за тренажу, механичара, контролора летења радариста итд), у процес лансирања и прћња космичких мисија. Применом селекције, космичка медицина треба пре свега да утврди индивидуалне психофизиолошке способности, или капацитете, сваког кандидата који се укључује у процес летења, за мешовити (мануелни и ментални) рад у условима излагања висини (хипоксији), екстремној брзини и убрзању специфичном замору и другим напрезањима, која су повезана са летењем и боравком у атмосфери и космосу. - Посебним методама селекције (као што су нпр. хипосични тест у барокомори, тест толеранције на убрзање у центрифуги, специфични психолошки тестови итд) лекари космичке медицине, треба да открију функцијску инсуфицијенцију и евентуалне органске мане, које се под уобичајеним екофизиолошким условима не испоњавају, али се могу јавити у току припрема и боравка у космосу и озбиљно угрозити радне и животне функције космонаута и изазвати катастрофу. |
| Да школује                                     | - Лекаре и психологе у области космичке медицине (курсеви, специјализација, последипломске студије). За успешан рад космичке медицине потребни су адекватни кадрови. - Само високо стручно обучени кадрови могу да одговоре сложеном задатку космичкее медицине да буду драгоцена и незаобилазна карика у припреми космонаута за њихово квалитетно и дуготрајно извршавање задатака. |

### Проблеми дуготрајног боравка у космосу
Дуготрајни космички летови откривају мноштво психолошких, физиолошких, психосоцијалних фактора и утицаје животне средине и система који дејству на посаде за време рада са њима. Бројна истраживања спроведена у свемирском програму САД, за сада признају, да су психолошки фактори кључни за очување здравља, благостање, и способност космичких посада и већу сигурности и успех мисија.
Док умањење неких способности током кратких мисија (7-12 дана) није примећено, за време дуготрајних летова (>4 месеца) откривена је склоност код космонаута за развоја симптома кумулативнног замор и астеније. Астенија се генерално карактерише израженим умором, слабошћу, емоционалном лабилношћу, раздражљивошћу, и мањим поремећајем пажње и памћења.
Иако наведени симптоми ретко достижу ниво клиничких поремећаја, они у одређеним случајевима могу довести до смањеног учинка и ефикасности, израженијих сукоба између чланова посаде и грешака у извршавању оперативних задатака., што је представљало факторе ризика који су могли да утичу на нормално функционисање и безбедност чланова посаде и успех мисије
За дуготрајну људску експедицију на Марс биће потребно око 2,4 године, у које улази шестомесечни лет до црвене планете; око 500 дана боравка на његовој површини; и 6 месеци путовање, назад на Земљу. Скоро сви физиолошки проблеми које наводима у наставку текста испољиће се током ове мисије. Почев, од излагања зрачењу изнад заштитног магнетног поља Земље, преко кардиоваскуларног и мишићноскелетног декондиционирања, до неуровестибуларне и ортостатске нетолеранције на Марсу и наклон слетања на Земљу. Преко 2,4 године, акумулирани и интерактивни ефекти ових физиолошких проблема могу потенцијално бити погубнија по астронауте (а тиме и саму мисију), чак и ако нема јасних или озбиљнијих појединачних инцидента који се јављају током трајања мисије
Да ће физиолошки проблеми наставити да се решавају у космичким летовима људи сасвим је сигурно. Међутим, решавање кумулативни утицај таквих промена, кроз стално повећање трајања космичких летова је далеко мање известно. Много пажње је дато космичкој физиологије у последњих неколико деценија, али остаје још много тога да се уради, а препреке у новонасталој области биокосмонаутике су обимне.
Летење космосом карактерише се екстремним температурама, микрогравитацијом, соларним и галактичким космичким зрачењем, недостатком атмосферског притиска, као и великим брзим микрометеоритима.
Док ови фактори изазивају низ физиолошких, биомедицинских и по заштиту животне средине штетних утицаја на космонауте, дуготрајни свемирски летови су додатна група штетности које утичу на екипну способност космонаута и њихово здравље. Зато је поред спознаје космичке медицине која се бави изучавањем физичких и физиолошких штетности које делују на људе у космичким летелицама и њиховом окружењу, значајну улогу треба да имају и науке о понашању (нпр, психологија, етиологиј људски фактора, социологија, ергономија) које могу пружити подршку у квалитетнијем очувању здравља посада у космосу.
Сходно томе паралелно са космичком медицином, развијају се и нове области и специјалности у оквиру бихевиоралне науке, укључујући свемирску психологију, космички хумну етиологију, космичку ергономију и космичку социологију. Здравствени и медицински стручњаци који се баве космичком медицином сигурно ће имати користи од истраживања у овим научним областима које ће засигурно још више унапредити њихов рад.
У овој табели приказујемо могуће стресогене факторе који намећу космичкој медицини безброј проблема, али и захтева и задатака за њихово решавање;
Примарна стресогени фактори у дуготрајним космичким летовима
| Физиолошки                                                    | Психолошки                                             | Психосоцијални                                                                 | Хумани фактори                                                                    | Фактори становања                              |
| ------------------------------------------------------------- | ------------------------------------------------------ | ------------------------------------------------------------------------------ | --------------------------------------------------------------------------------- | ---------------------------------------------- |
| Зрачење                                                       | Изолација и затворен простор                           | Високи захтеви за координацију и тимаски рад                                   | Високог и низак ниво оптерећења                                                   | Ограничени услови хигијене                     |
| Одсуство природних временских параметара                      | Ограничене могућности за прекид мисије и/или спашавање | Интерперсонална тензија између посада и/или земље                              | Ограничена размена информација/комуникација са спољним окружењем                  | Хронична изложеност вибрацији и буци           |
| Измењени циркадијални ритмови                                 | Високо ризични услови и могућ губитак живота           | Одвојеност од породице                                                         | Ограничен избор опреме, предмета и залиха                                         | Ограничени услови за спавање                   |
| Смањено излагање сунчевој светлости                           | Сложеност система и мисије                             | Принудни (наметнути) међуљудски контакти                                       | Мисија је у опасности и ризику од неуспеха због квара, отказа или оштећења опреме | Осветљење и илуминација                        |
| Прилагођавање микрогравитацији                                | „Непријатељско“ екстерно окружење                      | Индивидуалне специфичности посаде (нпр пол, број, раса, личности, итд).        | Адаптација на вештачки пројектовано окружење                                      | Одсуство приватности                           |
| Сензорно-перцептивно лишавање разноврсних природних надражаја | Промене сензорних стимулуса                            | Мултикулутуролошки проблеми поседе                                             | Ограничен унос хране (ограничења)                                                 | Одвојеност од система за подршку               |
| Поремећај спавања                                             | Поремећаји сна                                         | “Host-Guest” феномен                                                           | Интерфејс технологија                                                             | Изазови                                        |
| Просторна адаптација                                          | Болест (САС)                                           | Ограничени услови становања (нпр ограничена хигијена, скучен кабински простор) | Интерперсонални сукоби                                                            | Коришћење опреме у микрогравитационим условима |

Важно је напоменути да физиолошка „индивидуалност“ (или различите реакције као резултат генетичког састава, расног и културолошког порекла, пола, утицаја животне средине и лични проблеми и навике) су значајан фактор у реалном свету ситуација. Зато, многи поремећаји наведеми у овој табели нису нужно примењиви у свим околностима боравка у космосу. Зато непрестано у истраживањима и раду лекара космичке медицине ту чињеницу треба имати у виду.

## Космичка физиологија
Ваздухопловнокосмичка физиологија
| Физиолошке функције | Физиолошки фактори                                                                                              |
| --- | --- |
| - Дисање - Кардиоваскуларни систем - Просторна оријентација - Биоакустика - Видне функције - Спавање и циркадијални ритамови | - Убрзање - Гравитациони ефекти - Вибрације - Хипобарија - Хипербарија - Други физички фактори - Људски фактори |

Примарни физиолошки ризици у току свемирских летова са људском посадом.
| Врста ризика         | Опис промена |
| -------------------- | --- |
| Кардиваскуларни      | - Кардиоваскуларна оштећења - Одговор ортостатским променама на стрес - Појава озбиљнијих поремећаја срчаног ритма - Слабљење срчане функције - Манифестација раније присутних асимптоматских (скривених) кардиоваскуларних болести - Измењен кардиоваскуларни одговор на стрес изазван вежбањем |
| Губитак коштане масе | - Неактивношћу изазвана остеопороза - Прелом и зарастање преломом изазваних оштећења - Повреде меког везивног ткива, хрскавице у зглобовима, и руптура међупршљенског диска (са неуролошким компликацијама или без њих) - Формирање камена у бубрегу |
| Губитак мишићне масе | - Губитак мишићне масе, мишићне снаге и издржљивости - Губитак моторног управљања покретима због промена у неуралној контроли - Склоност повредама мишића - Утицај дегенеративних промена у мишићима, или учесталијих повреда мишића, на друге системе, као што су кости и везивно ткиво. |
| Неуровестибуларни    | - Послелетна вртоглавица на и по повратку из космоса, као последица претходне адаптације на нултоу гравитацију, коју погоршавају покрети главе у току кретања свемирске летелице и реципрочна промена убрзања у фази приступа слетању и рулању на земљи. - Акутна космичка болест, укључујући и мучнину и повраћање - Послелетна неравнотежа, вртоглавица, нестабилност и визуелни поремећаји - Стјуартска просторна дезоријентација и проблеми са задатим референцама, - Симптоми хроничне космичке болести, укључујући замор, дезоријентацију, смањену будност, поспаност, губитак мотивације, анорексија, дехидрацију, и друге ефекате - Неповратна оштећења вестибуларни функција након дуготрајног излагања бестежинског стања, зрачењу, еколошким токсинима, стресу, изолацији - Имобилизација |
| Изложеност зрачењу   | - Карциногенезе узрокована зрачењем - Оштећења централног нервног система изазвана зрачењем - Синергистички ефекти зрачења, са микрогравитацијом и другим факторима унутрашње средине летелице - Рани или акутни ефекти дејства зрачења - Ефекти зрачења на плодност, стерилитет и хередитет |
| Имунолошки           | - Имунодефицијенција/инфекција - Карциногенезе узрокована променама у имунском систему - Измењене хемодинамске и кардиоваскуларне функције узроковане оштећењем компонената крви - Поремећај у зарастању рана - Измењена интеракција са микробима - Алергије и друге реакције преосетљивости  |

## Дужности лекара космичке медицине
Лекари у космичкој медицини углавном раде назадацима и активностима или истраживању у свемирским компанијама и институтима а у скорије време, свемирским компанијама које се баве приватним или комерцијалним летовима астронаута у свемир. Оперативна космичка медицина пружа директну медицинску подршку астронаутима и учесницима свемирских летова, вршећи:
- медицински преглед и медицинску негу астронаута
- припреме космонаута пре лета,
- праћење здравља астронаута током лета,
- праћење здравља астронаута после лета.

Лекари који се баве космичком медицином могу се поделити у две групе:
Прву групу, чине лекари космичке медицине који су генерално школован и и сертификовани за ваздухопловну медицину и друге клиничке специјалности након што су прошли додатну обуку за летачке лекаре  или лекаре чланове космичких посада.
Другу групу, чине лекари космичке медицине који се искључиво баве истраживањима и проучавањем специфичних  медицинске проблема у космосу, као што је неуроокуларни синдром повезан са космосом, или се фокусирају на медицинск истраживања  здравствених способности астронаута за боравак у будућим истраживачким мисијама   дубоког свемира. Лекари истраживачи немају клиничке одговорност  за астронауте и не воде  директно бригу о  здрављу астронаутима и стога често нису специјализовани за ваздухопловну и космичку медицину.

### Са космичком медицином повезане научне области
- Ваздухопловна медицина
- Ваздухопловне студије
- Медицина рада
- Превентивна медицина
- Општа медицина
- Здравство
- Медицина катастрофа
- Прехоспитална медицина
- Медицина преживљавања у дивљини и екстремна медицина

На основу свега изнетог може се закључити... да космичка и ваздухопловна медицина, као широко поље деловања, нуди динамичне изазове и могућности за лекаре, медицинске сестре, физиологе, стручњаке за људске факторе, психологе, инжењере биоеколошке средине, индустријске хигијеничаре, стручњаке за здравље животне средине, помоћнике лекара и друге професионалце. Они су на терену посвећени  унапређењу здравља, промовисању безбедности и побољшању учинка појединаца који раде или путују у неуобичајеним окружењима. Области интересовања крећу се од свемирских и атмосферских летова до подморских активности, а окружења која се проучавају покривају широк спектар, протежући се од микроокружења свемира или ронилачких одела до оних на „свемирском броду Земља“.